# Carballo (Ames)
Carballo ist ein Weiler in der Provinz A Coruña der Autonomen Gemeinschaft Galicien in Spanien, administrativ gehört er zur Gemeinde Ames. 
Durch den Ort führt die Verlängerung des Jakobswegs nach Kap Finisterre, der Camino a Fisterra.

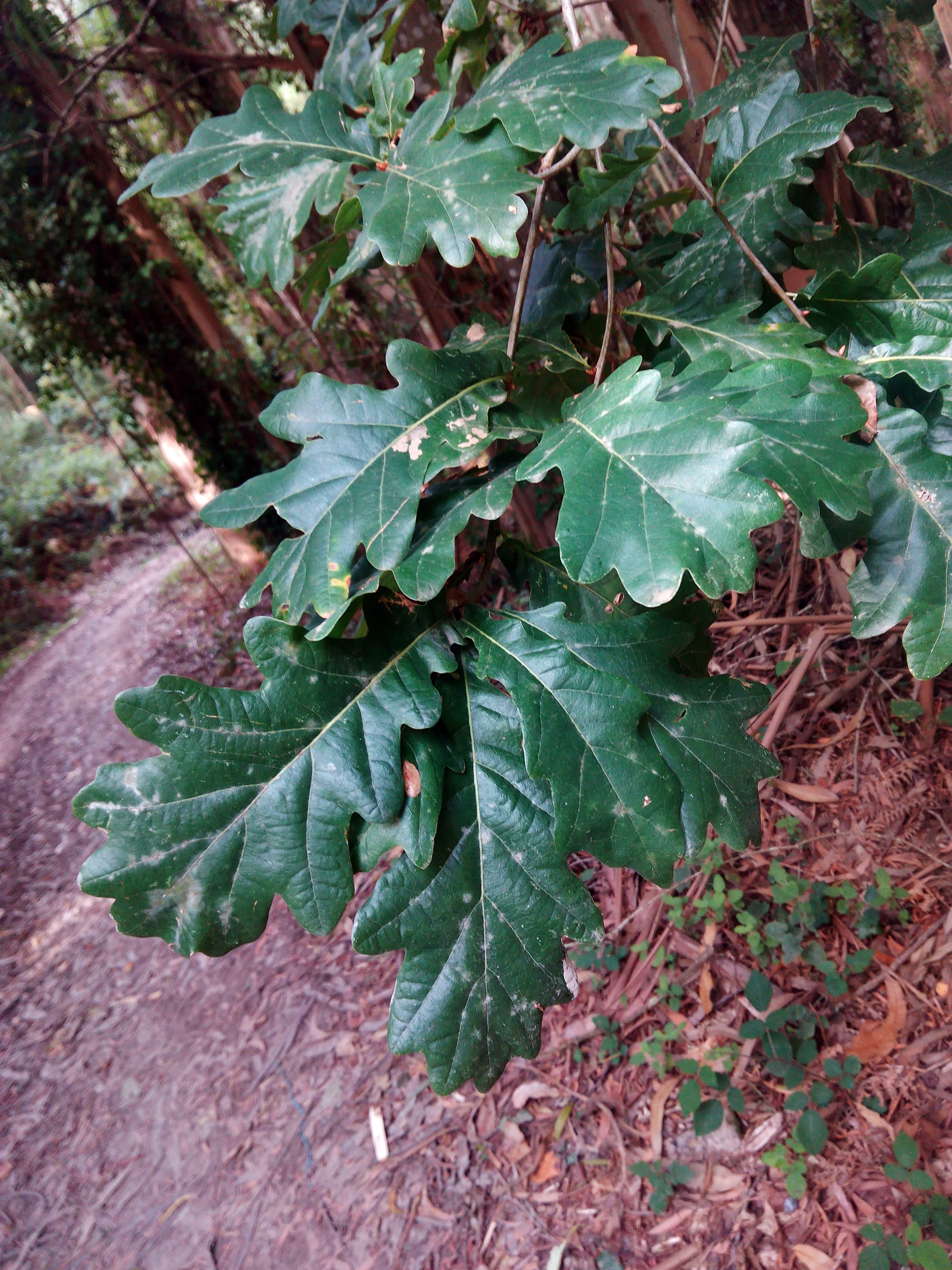
Ortseingang von Carballo